# 加藤未央
加藤 未央（かとう みお、1984年1月19日 - ）は、日本のアイドル・女優・スポーツキャスター。
東京都生まれ。神奈川県横浜市育ち。所属事務所はテンカラット。

## 略歴
中学3年生の時に恩師の結婚式の帰りに初めて訪れた原宿で、現所属を含む複数の芸能事務所から同時にスカウトを受ける。もともとは私立の女子校（捜真女学校中学部・高等学部）に通っていたが、芸能活動の開始にあたり、2000年の夏休み明けより堀越高校に転校（2年次編入）し、2002年に卒業。
転校前に在籍していた高校の授業で生物の遺伝に興味を持ち、リチャード・ドーキンス『利己的な遺伝子』の影響で再生医療への臨床応用に期待が高まっていた胚性幹細胞（ES細胞）の研究に関心を抱く。芸能活動との両立を志し、1年間の浪人を経て2003年に競争率8.4倍の一般入試で東京農業大学に合格した。大学1年次から協和発酵（現・協和発酵キリン）のウェブサイトにコラム『みお線各駅停車・バイオ行き』を連載（2007年3月末の大学卒業とともに連載終了）。2007年3月、東京農業大学応用生物科学部バイオサイエンス学科を卒業。卒業論文は『卵母細胞の温度感受性及び簡易保存法に関する検討』。
2001年に「ミスマガジン」でグランプリに選ばれて芸能界デビュー。
2004年7月公開の映画デビュー作『風音』ではヒロインの少女時代を務め、続く『愛してナイト』『学校の階段』ではいずれも主役を演じた。また『ラブ★コン』では片方の主役である大谷敦士の元カノ役に抜擢された。
2004年、『週刊朝日』グラビアモデル（'04公募モデル）。
2005年から2006年まで、芸能人女子フットサル『スフィア・リーグ』チーム「ミスマガジン」に参加していた。
2007年1月6日の放送から白石美帆の後を受けTBSテレビ『スーパーサッカー』のアシスタントになる。番組出演がきっかけとなってJリーグの試合を頻繁に観に行くようになり、1日に2試合も「はしご」もするようになっている。また、祖父が他界した時でもJリーグ取材に出向き、生放送の『スーパーサッカー』も気丈に務めた。
2008年、J1リーグの開幕戦・横浜F・マリノス対浦和レッドダイヤモンズ（日産スタジアム）で、チアリーダーチームのトリコロールランサーズの一員として開幕イベントに出演。出演動機について、「スタジアムにくると楽しい事が色々あると伝えたかった」と語った。この試合は、2008年シーズンのリーグ最多観客動員となる61,246人を記録した。
2009年、3月28日放送分をもって『スーパーサッカー』の45分枠での放送を急遽終了し、4月4日から30分に縮小した『S☆1・スパサカ』としてリニューアルするのに伴い、TBSの佐藤文康アナウンサーと共に番組卒業。同年9月より2015年5月までスカパー!のサッカー情報番組『UEFA Champions League Highlight』にアシスタントとして出演。
2010年10月から『週刊サッカーマガジン』のコラム「ボールのぽっけ」を執筆。
ワールドカップデイリーハイライト「ジャンルカなう」において、「2010 FIFAワールドカップは64試合すべて見た」と発言。大会で印象に残ったものとして開幕式のふんころがしとニュージーランド代表のプレースタイルを挙げた。
2015年9月、Fリーグの報道官に就任。
2018年4月16日、交際中だった男性と結婚。2019年に第1子、2021年に第2子、2023年に第3子を出産した。

## 出演

### テレビ
- BSマンガ夜話（2009年10月、NHK-BS2）
- スーパーサッカー（2007年1月 - 2009年3月、TBS）
- SMAP×SMAP 番組内ミニドラマ『あの日に帰りたい』（2008年1月、関西テレビ・フジテレビ）
- UEFA Champions League Highlight（2009年9月 - 2015年5月、スカパー!）
- 開運音楽堂（2010年11月27日、TBS）
- ワールドカップデイリーハイライト「ジャンルカなう」（スカパー!） - 2010 FIFAワールドカップの期間中、amie、寺田ちひろと交代で出演
- UEFA CL/EL開幕前夜一夜漬けSP（2013年9月、スカチャン） - アシスタント

### 映画
- 風音（2004年7月）
- ラブ★コン（2006年）
- 早咲きの花（2006年）

### ネットシネマ / Webドラマ
- 愛してナイト（2004年11月、Yahoo! JAPAN）
- min.jam 学校の階段 卒業式編（2005年、mobcast）

### ラジオ
- 宮澤ミシェル・サッカー倶楽部（2014年10月 - 、山陽放送・秋田放送・信越放送・山梨放送・福井放送・新潟放送） - アシスタント
- サタ☆スポ（2015年3月-、JFN） - パーソナリティー
- あしたラジオ！（2015年4月-、ラジオ日本） - パーソナリティー

### CM
- オリエンタルランド（東京ディズニーリゾート）東京ディズニーランド20周年グランドフィナーレ（2003年）
- 日本生命 生きるチカラ 夕立篇（2005年）
- ロート製薬 なみだロートi.Q.モイスチャージ（2006年）
- 資生堂 TSUBAKI 光篇（2007年）

### ゲーム
- WCCF15－16（セガ・インタラクティブ、2016年稼働） - 秘書 役[10]

### 連載
- 週刊サッカーマガジン 「ボールのぽっけ」
- トトワン totoの予想連載（2011年 - ）